# 트루 스토리
《트루 스토리》(영어: True Story)는 2015년 공개된 미국의 미스터리 스릴러 영화이다. 아내와 자녀들을 죽인 한 FBI 지정 10대 지명수배자가 자신을 사칭했던 것을 알게 된 언론인 마이클 핑클이 그와 교류한 과정을 회고한 책이 원작이며, 조나 힐, 제임스 프랭코, 펄리시티 존스 등이 출연하였다.

## 줄거리
2001년 오리건주 남성 크리스천 롱고가 아내, 세 아이를 죽인 뒤 멕시코에서 체포되면서 자신을 뉴욕 타임스 기자 마이클 핑클이라고 사칭한다. 한편 진짜 뉴욕 타임스 기자 마이클 핑클은 아프리카에서 이뤄지는 현대판 노예 교역을 다룬 뉴욕 타임스 매거진 표지 기사에서 기사의 중심에 가공의 인물을 내세웠던 것이 언론 윤리를 훼손했다는 비난을 받게 되면서 해고되고, 언론인으로서 새 일을 찾아내는 데 어려움을 겪는다. 2003년 핑클은 오리건주 유력 지역 신문인 디 오리고니언 기자로부터 롱고가 자신을 사칭했던 것을 어떻게 생각하냐는 연락을 받고서야 롱고의 사건을 알게 된다. 이를 경력을 만회할 기회로 여긴 핑클은 감옥에 있는 롱고를 면회하기 시작한다.

## 출연진
- 조나 힐
- 제임스 프랭코
- 펄리시티 존스
- 로버트 존 버크
- 코너 키콧
- 그레천 몰
- 베티 길핀
- 존 섀리언
- 로버트 스탠턴
- 마리아 디지아
- 제너비브 에인절슨
- 데이나 에스컬슨
- 이선 수플리
- 조엘 갈런드
- 리베카 헨더슨
- 샬럿 드리스컬

## 기타 제작진
- 총괄 제작: 아넌 밀천
- 세트: 데이비드 슐레진저
- 의상: 캐서린 마리 토머스